# Vallée de l'Inn (unité spatiale)
Ne doit pas être confondu avec Vallée de l'Inn.
La vallée de l'Inn est une des 40 unités spatiales (Raumeinheiten (de)) de la Haute-Autriche. 
Située dans l'Innviertel le long de l'Inn, elle comprend les parties autrichiennes de l'Inn inférieur (de).

## Géographie
L' unité spatiale se situe dans les districts de Braunau, Ried et Schärding. Sa superficie est d'environ 231 km2 et elle s'étend sur environ 60 km. Sa largeur varie entre 200 mètres et 9 km. 
Elle compte les communes de : Altheim, Braunau, Burgkirchen, Mining, Sankt Peter am Hart, Überackern, Weng, Antiesenhofen, Geinberg, Kirchdorf, Mörschwang, Mühlheim, Obernberg, Reichersberg, Sankt Georgen bei Obernberg am Inn, Sankt Martin im Innkreis, Schärding, Sankt Marienkirchen bei Schärding, Sankt Florian am Inn, Suben et Wernstein.
L'unité spatiale est entourée par les unités spatiales de Haute-Autriche suivantes (dans le sens des aiguilles d'une montre, en commençant par le nord) : Donauschlucht und Nebentäler (de), Sauwald (de), Inn- und Hausruckviertler Hügelland (de), Mattigtal (de), Neukirchner Platte (de), Weilharts- und Lachforst (de) et Salzachtal (Raumeinheit) (de).
La vallée de l'Inn est divisée en quatre sous-unités :
- Inn et forêts alluviales ;
- Terrasse basse avec paysage culturel ;
- Paysage en terrasse ;
- Forêts à flanc de coteau.